# Will Sampson
Will Sampson (Okmulgee, 27 settembre 1933 – Houston, 3 giugno 1987) è stato un attore, cavaliere e pittore statunitense.
Divenne noto in particolare per aver interpretato i ruoli di Capo Bromden in Qualcuno volò sul nido del cuculo (1975), di Orso Bruno in Il texano dagli occhi di ghiaccio (1976), di Cavallo Pazzo in Sfida a White Buffalo (1977) e di Taylor in Poltergeist II (1986).

## Biografia
Nativo americano creek, crebbe nella Contea di Okmulgee in Oklahoma, figlio di William "Wiley" Sampson Sr. e Mabel Lewis. Di statura imponente (2,01 m.), gareggiò per vent'anni nei rodeo con la specialità Bareback bronc and Saddle bronc riding (bronco busting). Venne notato in questo ambito dai produttori Saul Zaentz e Michael Douglas per il film Qualcuno volò sul nido del cuculo. 
Sampson fu anche pittore, con opere esposte al Creek Council House Museum di Okmulgee e al Gilcrease Museum e Philbrook Museum of Art Nel 1983 fondò e diresse il registro American Indian Registry for the Performing Arts. In seguito alla diagnosi di sclerodermia, Sampson passò da un peso forma di 120 kg a 64 kg. Dopo un trapianto di cuore e polmone all'Houston Methodist Hospital di Houston nel Texas, morì il 3 giugno 1987 per complicanze ai reni a 53 anni. Fu tumulato al Graves Creek Cemetery di Hitchita (Oklahoma).

## Vita privata
Sampson ebbe quattro figli, Samsoche "Sam" e Lumhe "Micco" Sampson del Sampson Brothers Duo, l'attore Tim Sampson (morto il 6 luglio 2019), e Destiny Sampson.

## Filmografia parziale
- Crazy Mama, regia di Jonathan Demme (1975) (non accreditato)
- Qualcuno volò sul nido del cuculo (One Flew Over the Cuckoo's Nest), regia di Miloš Forman (1975)
- Buffalo Bill e gli indiani (Buffalo Bill and the Indians, or Sitting Bull's History Lesson), regia di Robert Altman (1976)
- Il texano dagli occhi di ghiaccio (The Outlaw Josey Wales), regia di Clint Eastwood (1976)
- L'orca assassina (Orca), regia di Michael Anderson (1977)
- Sfida a White Buffalo (The White Buffalo), regia di J. Lee Thompson (1977)
- L'implacabile (Relentless), regia di Lee H. Katzin (1977)
- L'amico indiano (Fish Hawk), regia di Donald Shebib (1979)
- I figli del vento (Born to the Wind) - serie TV (1982)
- La signora in bianco (Insignificance), regia di Nicolas Roeg (1985)
- Poltergeist II - L'altra dimensione (Poltergeist II: The Other Side), regia di Brian Gibson (1986)
- Il tempio di fuoco (Firewalker), regia di J. Lee Thompson (1986)

## Doppiatori italiani
Nelle versioni in italiano delle opere in cui ha recitato, Will Sampson è stato doppiato da:
- Sergio Rossi in L'orca assassina, Sfida a White Buffalo
- Massimo Foschi in Qualcuno volò sul nido del cuculo
- Elio Zamuto ne Il texano dagli occhi di ghiaccio
- Mario Bardella in Poltergeist II - L'altra dimensione
- Bruno Alessandro in Buffalo Bill e gli indiani
- Luciano De Ambrosis ne Il tempio di fuoco